# Anthrenus boyesi
Anthrenus boyesi là một loài bọ cánh cứng trong họ Dermestidae. Loài này được Jiří Háva miêu tả khoa học năm 2004.